# 다비드 셀바스
다비드 셀바스(스페인어: David Selvas, 1971년 12월 21일 ~ )는 스페인의 배우, 무대 연출가이다.
바르셀로나에서 태어났다.

## 영화
- 인비저블 게스트 (2016년) - 브루노 역
- 더 로스트 (2009년)
- 위험한 정사 (2009년) - 크리스찬 역
- 체 게바라: 2부 게릴라 (2008년)
- 포옹 (1998년)